# Монтекристо
Монтекристо (итал. Montecristo) је мало ненасељено италијанско острво у Тосканском архипелагу. Налази се на отприлике пола пута између Италије и Корзике, јужно од Елбе и западно од Ђиљлија. 
Ов острво је вероватно најпознатији по томе што је место одвијања дела радње романа Гроф Монте Кристо француског књижевника Александра Диме.
Острво је данас природни резерват и ловни парк на које је могуће доћи само уз дозволу. Иако данас не постоје никакве грађевине на острву, овде се налазе рушевине бившег самостана Сан Мамилијано којег су уништили гусари 1553. године.